# Zápas na Letních olympijských hrách 2016 – ženy, volný styl do 69 kg
Zápasy v ve volném stylu na Letních olympijských hrách v Riu v kategorii lehkých těžkých vah žen proběhly v hale Carioca Arena 2 v přilehlé části Ria de Janeira v Barra da Tijuca 17. srpna 2016.

## Finále
| finále              |              |
| ------------------- | ------------ |
| Natalja Vorobjovová | Sara Došóová |
| Sara Došóová        | Sara Došóová |

## Opravy / O bronz
Do oprav se dostaly volnostylařky, které během turnaje v pavouku prohrály svůj zápas s jednou ze dvou finalistek.
| opravy        | opravy               | o bronz            |                    |
| ------------- | -------------------- | ------------------ | ------------------ |
| volný los     | Elmira Syzdykovová   | Elmira Syzdykovová | Elmira Syzdykovová |
| volný los     | Elmira Syzdykovová   | Elmira Syzdykovová | Elmira Syzdykovová |
|               | Očirbatyn Nasanburmá | Elmira Syzdykovová | Elmira Syzdykovová |
|               |                      | Enas Mostafaová    | Elmira Syzdykovová |
| Buse Tosunová | Buse Tosunová        | Dorothy Yeatsová   | Jenny Franssonová  |
| Alina Berežná | Buse Tosunová        | Dorothy Yeatsová   | Jenny Franssonová  |
|               | Dorothy Yeatsová     | Dorothy Yeatsová   | Jenny Franssonová  |
|               |                      | Jenny Franssonová  | Jenny Franssonová  |

## Pavouk
|   | 1/32                   | 1/16                 | čtvrtfinále          | semifinále          | finále              |
| - | ---------------------- | -------------------- | -------------------- | ------------------- | ------------------- |
| A | volný los              | Natalja Vorobjovová  | Natalja Vorobjovová  | Natalja Vorobjovová | Natalja Vorobjovová |
| A | volný los              | Natalja Vorobjovová  | Natalja Vorobjovová  | Natalja Vorobjovová | Natalja Vorobjovová |
| A | volný los              | Elmira Syzdykovová   | Natalja Vorobjovová  | Natalja Vorobjovová | Natalja Vorobjovová |
| A | volný los              | Elmira Syzdykovová   | Natalja Vorobjovová  | Natalja Vorobjovová | Natalja Vorobjovová |
| A | volný los              | Čen Wen-ling         | Očirbatyn Nasanburmá | Natalja Vorobjovová | Natalja Vorobjovová |
| A | volný los              | Čen Wen-ling         | Očirbatyn Nasanburmá | Natalja Vorobjovová | Natalja Vorobjovová |
| A | volný los              | Očirbatyn Nasanburmá | Očirbatyn Nasanburmá | Natalja Vorobjovová | Natalja Vorobjovová |
| A | volný los              | Očirbatyn Nasanburmá | Očirbatyn Nasanburmá | Natalja Vorobjovová | Natalja Vorobjovová |
| B | volný los              | María Acostaová      | Enas Mostafaová      | Enas Mostafaová     | Natalja Vorobjovová |
| B | volný los              | María Acostaová      | Enas Mostafaová      | Enas Mostafaová     | Natalja Vorobjovová |
| B | volný los              | Enas Mostafaová      | Enas Mostafaová      | Enas Mostafaová     | Natalja Vorobjovová |
| B | volný los              | Enas Mostafaová      | Enas Mostafaová      | Enas Mostafaová     | Natalja Vorobjovová |
| B | volný los              | Iljana Kratyšová     | Gilda Oliveiraová    | Enas Mostafaová     | Natalja Vorobjovová |
| B | volný los              | Iljana Kratyšová     | Gilda Oliveiraová    | Enas Mostafaová     | Natalja Vorobjovová |
| B | volný los              | Gilda Oliveiraová    | Gilda Oliveiraová    | Enas Mostafaová     | Natalja Vorobjovová |
| B | volný los              | Gilda Oliveiraová    | Gilda Oliveiraová    | Enas Mostafaová     | Natalja Vorobjovová |
| C | volný los              | Čou Feng             | Aline Fockenová      | Jenny Franssonová   | Sara Došóová        |
| C | volný los              | Čou Feng             | Aline Fockenová      | Jenny Franssonová   | Sara Došóová        |
| C | volný los              | Aline Fockenová      | Aline Fockenová      | Jenny Franssonová   | Sara Došóová        |
| C | volný los              | Aline Fockenová      | Aline Fockenová      | Jenny Franssonová   | Sara Došóová        |
| C | volný los              | Signe Marie Storeová | Jenny Franssonová    | Jenny Franssonová   | Sara Došóová        |
| C | volný los              | Signe Marie Storeová | Jenny Franssonová    | Jenny Franssonová   | Sara Došóová        |
| C | volný los              | Jenny Franssonová    | Jenny Franssonová    | Jenny Franssonová   | Sara Došóová        |
| C | volný los              | Jenny Franssonová    | Jenny Franssonová    | Jenny Franssonová   | Sara Došóová        |
| D | volný los              | Hannah Ruebenová     | Dorothy Yeatsová     | Sara Došóová        | Sara Došóová        |
| D | volný los              | Hannah Ruebenová     | Dorothy Yeatsová     | Sara Došóová        | Sara Došóová        |
| D | volný los              | Dorothy Yeatsová     | Dorothy Yeatsová     | Sara Došóová        | Sara Došóová        |
| D | volný los              | Dorothy Yeatsová     | Dorothy Yeatsová     | Sara Došóová        | Sara Došóová        |
| D | Agnieszka Wieszczeková | Buse Tosunová        | Sara Došóová         | Sara Došóová        | Sara Došóová        |
| D | Buse Tosunová          | Buse Tosunová        | Sara Došóová         | Sara Došóová        | Sara Došóová        |
| D | Sara Došóová           | Sara Došóová         | Sara Došóová         | Sara Došóová        | Sara Došóová        |
| D | Alina Berežná          | Sara Došóová         | Sara Došóová         | Sara Došóová        | Sara Došóová        |